# Atletisme als Jocs Olímpics d'Estiu de 1920 - salt de llargada masculí
El salt de llargada masculí va ser una de les proves del programa d'atletisme disputades durant els Jocs Olímpics d'Anvers de 1920. La prova es va disputar entre el dimarts 17 i el dimecres 18 d'agost de 1920 i hi van prendre part 29 atletes de 11 nacions diferents.

## Medallistes
| Or                      | Plata              | Bronze                 |
| William Petersson (SWE) | Carl Johnson (USA) | Erik Abrahamsson (SWE) |

## Rècords
Aquests eren els rècords del món i olímpic que hi havia abans de la celebració dels Jocs Olímpics de 1920.
| Rècord del Món | 7m 61cm | Peter O'Connor   | Dublín (GBR)   | 5 d'agost de 1901    |
| Rècord Olímpic | 7m 60cm | Albert Gutterson | Estocolm (SWE) | 12 de juliol de 1912 |

## Resultats

### Classificació
Els 29 inscrits disposen de tres salts en la qualificació. Els sis millors saltadors passen a la final, on disposen de tres salts més.
| Pos. | Atleta            | Nació          | Distància |
| ---- | ----------------- | -------------- | --------- |
| 1    | William Petersson | Suècia         | 6,940     |
| 2    | Erik Abrahamsson  | Suècia         | 6,860     |
| 3    | Carl Johnson      | Estats Units   | 6,820     |
| 4    | Rolf Franksson    | Suècia         | 6,730     |
| 5    | Dink Templeton    | Estats Units   | 6,670     |
| 6    | Erling Aastad     | Noruega        | 6,620     |
| 7    | Sol Butler        | Estats Units   | 6,600     |
| 8    | Einar Ræder       | Noruega        | 6,585     |
| 9    | Gösta Bladin      | Suècia         | 6,570     |
| 10   | Johan Johannesen  | Noruega        | 6,565     |
| 11   | John Merchant     | Estats Units   | 6,500     |
| 11   | Eugène Coulon     | França         | 6,500     |
| 13   | William Hunter    | Regne Unit     | 6,420     |
| 14   | Marcel Orfidan    | França         | 6,390     |
| 15   | Hans Kindler      | Suïssa         | 6,340     |
| 16   | Eero Lehtonen     | Finlàndia      | 6,285     |
| 17   | Charles Courtin   | França         | 6,230     |
| 18   | Gustave De Bruyne | Bèlgica        | 6,200     |
| 19   | Hugo Lahtinen     | Finlàndia      | 6,190     |
| 20   | Harold Abrahams   | Regne Unit     | 6,050     |
| 21   | Edmond Médécin    | Mònaco         | 6,035     |
| 22   | Charles Lively    | Regne Unit     | 5,870     |
| 23   | Henri Pleger      | Luxemburg      | 5,815     |
| 24   | Jean Lefèvre      | Bèlgica        | 5,790     |
| 25   | Julien Lehouck    | Bèlgica        | 5,760     |
| 26   | František Šretr   | Txecoslovàquia | 5,550     |
| 27   | Charles Guézille  | França         | 5,485     |
| 28   | Paul Hammer       | Luxemburg      | 5,450     |
| 29   | Nicolas Kanivé    | Luxemburg      | 5,415     |

### Final
| Pos. | Atleta            | Nació        | Distància |
| ---- | ----------------- | ------------ | --------- |
| 1    | William Petersson | Suècia       | 7,150     |
| 2    | Carl Johnson      | Estats Units | 7,095     |
| 3    | Erik Abrahamsson  | Suècia       | 7,080     |
| 4    | Dink Templeton    | Estats Units | 6,950     |
| 5    | Erling Aastad     | Noruega      | 6,885     |
| 6    | Rolf Franksson    | Suècia       | 6,730     |